# ¡Tré!
¡Tré! é o décimo primeiro álbum de estúdio lançado pela banda de punk rock Green Day e o terceiro da trilogia ¡Uno!, ¡Dos! e ¡Tré!.O álbum foi lançado em 7 de dezembro de 2012 na Austrália, 10 de dezembro no Reino Unido e 11 de dezembro nos Estados Unidos. O álbum segue o estilo power pop de ¡Uno!, e o estilo garage rock de ¡Dos!. O título do álbum é uma referência ao baterista Tré Cool.
O álbum estreou em décimo terceiro lugar na Billboard 200, com vendas na primeira semana de 58 mil cópias nos Estados Unidos.
Conta hoje com mais de 700 mil cópias vendidas, fazendo a trilogia inteira ter vendido mais de 3 milhões de cópias.[carece de fontes?]

## Faixas
Todas as letras foram escritas por Billie Joe Armstrong. Todas as músicas foram compostas pelo Green Day, exceto "Brutal Love", composta por Green Day e Sam Cooke.
| N.º            | Título                     | Duração |  |
| 1.             | "Brutal Love"              | 4:54    |  |
| 2.             | "Missing You"              | 3:43    |  |
| 3.             | "8th Avenue Serenade"      | 2:36    |  |
| 4.             | "Drama Queen"              | 3:07    |  |
| 5.             | "X-Kid"                    | 3:41    |  |
| 6.             | "Sex, Drugs & Violence"    | 3:31    |  |
| 7.             | "A Little Boy Named Train" | 3:37    |  |
| 8.             | "Amanda"                   | 2:28    |  |
| 9.             | "Walk Away"                | 3:45    |  |
| 10.            | "Dirty Rotten Bastards"    | 6:26    |  |
| 11.            | "99 Revolutions"           | 3:49    |  |
| 12.            | "The Forgotten"            | 4:59    |  |
| Duração total: | Duração total:             | 46:36   |  |

## Posições
| Críticas profissionais | Críticas profissionais |
| Avaliações da crítica  | Avaliações da crítica  |
| Fonte                  | Avaliação              |
| ---------------------- | ---------------------- |
| Allmusic               | [ 5 ]                  |
| Entertainment Weekly   | B+                     |
| The Guardian           | [ 7 ]                  |
| The Independent        | [ 8 ]                  |
| NME                    | 5/10                   |
| PopMatters             | 5/10                   |
| Rolling Stone          | [ 11 ]                 |
| Slant Magazine         | [ 12 ]                 |
| Spin                   | 6/10                   |

| Parada (2012)                   | Melhor posição |
| ------------------------------- | -------------- |
| Austrian Albums Chart           | 8              |
| Australian Albums Chart         | 22             |
| Belgian Albums Chart (Flanders) | 36             |
| Belgian Albums Chart (Wallonia) | 57             |
| Canadian Albums Chart           | 22             |
| Croatian Albums Chart           | 11             |
| Danish Albums Chart             | 38             |
| Dutch Albums Chart              | 30             |
| Finnish Albums Chart            | 41             |
| Germany Albums Chart            | 17             |
| Hungarian Albums Chart          | 9              |
| Irish Album Chart               | 37             |
| Italian Albums Chart            | 17             |
| Japanese Albums Chart           | 10             |
| Top 100 Mexico                  | 44             |
| New Zealand Album Chart         | 16             |
| Norwegian Albums Chart          | 20             |
| Scottish Albums Chart           | 29             |
| South Korean Albums Chart       | 10             |
| Spanish Albums Chart            | 41             |
| Swedish Albums Chart            | 30             |
| Swiss Albums Chart              | 14             |
| UK Albums Chart                 | 31             |
| UK Rock Albums Chart            | 2              |
| US Billboard 200                | 13             |
| US Billboard Rock Albums        | 3              |
| US Billboard Alternative Albums | 2              |
| US Billboard Digital Albums     | 9              |
| US Billboard Tastemaker Albums  | 5              |